# Массиньяно
Массиньяно (итал. Massignano) — коммуна в Италии, располагается в регионе Марке, в провинции Асколи-Пичено.
Население составляет 1604 человек (2008 г.), плотность населения составляет 99 чел./км². Занимает площадь 16 км². Почтовый индекс — 63010. Телефонный код — 0735.
Покровителями коммуны почитаются икона Пресвятой Богородицы "Неустанная помощь" (Beata Vergine del Perpetuo Soccorso), а также святые Гервасий и Протасий, празднование 19 июня.

## Демография
Динамика населения:

## Администрация коммуны
- Официальный сайт: http://www.comune.massignano.ap.it/